# Галич (станція)
Галич — проміжна залізнична станція 4-го класу Івано-Франківської дирекції Львівської залізниці на неелектрифікованій лінії Ходорів — Хриплин між станціями Дубівці (12,5 км) та Бурштин (10 км). Розташована у однойменному місті Івано-Франківського району Івано-Франківської області.

## Історія

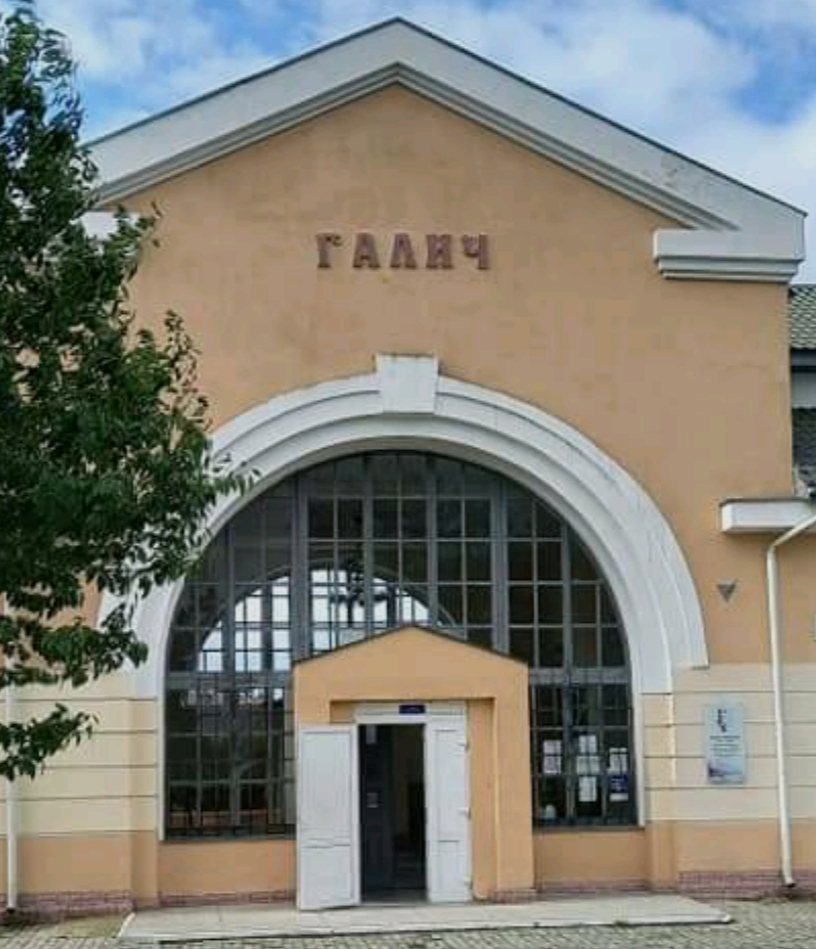
Вокзал станції Галич

Станція відкрита під час введення в експлуатацію у 1866 році Львівсько-Чернівецько-Ясської залізниці. Після відкриття 1 червня 1897 року лінії Підвисоке — Галич Східньогалицької локальної залізниці станція отримала статус вузлової. У 1898 році була прокладена залізнична лінія до станції Тернопіль.
У 1897 році за проєктом Піхлера був збудований залізничний вокзал.
Під час Другої світової війни, у 1944 році, вокзал був зруйнований. У 1950-х роках зведена нова будівля вокзалу.
Після 1944 року станція втратила статус вузлової через ліквідацію лінії Галич — Підвисоке.
У 1998 році відбувся капітальний ремонт залізничного вокзалу.
2018 року на будівлі вокзалу встановлена меморіальна дошка на честь Івана Мирона — міністра шляхів, пошти ЗУНР.
У перспективі передбачено електрифікувати залізничну лінію Тернопіль — Ходорів — Івано-Франківськ, а також відновити лінію Галич — Підвисоке, що дозволить скоротити час поїздки на мйже три години з центральних областей України до Прикарпаття.

## Пасажирське сполучення
На станції Галич зупиняються пасажирські та приміські поїзди.
З 24 січня 2022 року регіональному поїзду № 702/701 сполученням Львів — Чернівці призначена тарифна зупинка на станції Галич.